# Durham (megye)
Durham vagy általánosan használt elnevezéssel County Durham (kiejtése /ˈdʌrəm/,  hallgat) Anglia egyik ceremoniális megyéje és egységes hatósága a North East England régióban. Északról  Tyne and Wear és Northumberland, nyugatról Cumbria, délről North Yorkshire megyékkel határos. Keletről az Északi-tenger határolja. Közigazgatási székhelye Durham városa.
Az egységes hatóság és a ceremoniális megye közötti különbség, hogy az utóbbihoz hozzátartoznak Hartlepool, Darlington és Stockton-on-Tees egységes hatóságai is.
Durham egységes hatóság lakossága 517 773, míg a ceremoniális megyéé 902 500 fő.

## Története
Durham - Angliában egyedi módon - önálló püspökségből lett megye. A terület különállása a 7. századra nyúlik vissza, amikor a  Ecgfrith northumbriai király jelentős birtokokat adományozott a lindisfarnei Szent Cuthbert püspöknek. 883-ban Guthfrith yorki király a püspökségnek adományozta a Tyne és Wear folyók közötti földeket, 995-ben pedig a püspök székhelye Durhamba költözött.
A normann hódítás és a közigazgatás átalakítása után a püspökség elvileg Northumberland grófságához kellett volna kerülnie, de a durhami püspökök soha nem ismerték el a northumberlandi seriffek fennhatóságát és a 14. századra kiharcolták a királynál a különleges szabadságjogot, hogy saját seriffet nevezhessenek ki. A gyakorlatban Durham a püspök privát megyéjévé vált, szinte teljes törvénykezési szabadsággal bírt. Elnevezése idővel Durhami palotagrófság lett és a püspököt palatinus címmel illették.
A püspök hatalmát VIII. Henrik 1536-ban jelentősen megnyirbálta, megfosztotta attól a jogtól, hogy a törvény ellen vétőknek megkegyelmezzen és bírákat nevezzen ki; ezenkívül a bírósági ügyeket ezentúl nem a püspök, hanem a király nevében folytatták le. 1646-ban egy időre felszámolták a palotagrófsági intézményt, de a monarchia restaurációja után visszaállították és egészen 1836-ig fennmaradt, amikor a törvénykezési jogot teljes egészében a korona vette magához.
Az 1888-as reform után a közigazgatási feladatokat a megyei tanács vette át. Az 1972-es önkormányzati törvény Durhamot nem-nagyvárosi megyévé alakította és nagyobb területeket elcsatolt tőle Tyne and Wear és Cleveland megyék javára. 1996-ban Cleveland megyét megszüntették és területének északi részét Durham ceremoniális megye kapta meg; bár közigazgatási szempontból ezek az önkormányzatok önállóságot élveztek. 2009-ben a megye addigi hét kerületét felszámolták és a megyei tanács közvetlen irányítása alá kerültek.

## Földrajza
A megye területe 2 721 km², amivel 18. a 48 angol ceremoniális megye között. Keleti felén, az Északi-tenger partvidékén a táj sík, míg nyugaton a Penninek hegyvidéke terül el.
A megye éghajlata, akárcsak az országé, mérsékelt óceáni, azonban a domborzati viszonyok függvényében nagy eltérések is tapasztalhatóak, a Penninekben jelentősen hűvösebb lehet az időjárás. A hegyek árnyékoló hatásának köszönhetően a megye keleti fele szárazabb és naposabb a brit átlagnál: Durham városában az éves csapadékmennyiség 651 mm, szemben az országos  1125 mm-rel. Évente 122 olyan nap van, amikor legalább 1 mm-nyi csapadék hullik (országosan 154 nap), míg a napfényes órák száma 1445 évente (a brit átlag 1125 óra).

## Közigazgatás és politika

Durham ceremoniális megye egységes hatóságai

Korábban Durham hét kerületből állt, ám ezeket 2009-ben megszüntették. A ceremoniális megye 4, közigazgatásilag önálló egységes hatóságból áll:
1. County Durham
2. Hartlepool
3. Darlington
4. Stockton-on-Tees

Stockton-on-Tees hatóságnak csak a Tees folyótól északra eső területe tartozik Durhamhez, a déli fele North Yorkshire ceremoniális megye része.
A megye 7 képviselőt küldhet a parlament alsóházába. A 2015-ös választások után valamennyi Munkáspárt jelöltje volt.
A megye nagyobb települései: Darlington (106 000 fő), Hartlepool (92 000 fő), Stockton-on-Tees (83 490 fő),  Durham (48 069 fő), Billingham (35 165 fő), Stanley (32 766 fő), Consett (27 394 fő), Newton Aycliffe (26 633 fő), Chester-le-Street (23 946 fő), Seaham (20 172 fő), Peterlee (20 164 fő), Spennymoor (19 816 fő), Bishop Auckland (16 276 fő), Eaglescliffe (10 449 fő), Shildon (10 341 fő), Crook (10 018 fő)

## Gazdaság
1995 és 2004 között a megye gazdasága 4 milliárd fontról 5,3 milliárd fontra nőtt. A mezőgazdaság és az ipar gyakorlatilag stagnált (előbbi 45 millióról 48 millióra, az utóbbi 1,75 milliárdról 1,78 milliárdra növekedett), a szolgáltató szektor viszont 2,3 milliárdról 3,4 milliárdra bővült.
A megyében nagy hagyományai vannak a bányászatnak, voltak idők, amikor a mezőgazdaságon kívüli munkaerőt szinte teljes egészében lekötötte. Elsősorban kőszenet, kisebb mértékben ólmot bányásztak. Mára az összes mélyművelésű szénbányát bezárták. 

## Híres durhamiek
- Alun Armstrong színész
- Rowan Atkinson színész
- Gertrude Bell író, régész, kém
- Jamie Bell színész
- Elizabeth Barrett Browning költő
- Eddie Chapman német kém
- Jeremiah Dixon csillagász
- Eric Idle színész
- Brian Lumley író
- George Peacock matematikus
- Bobby Robson labdarúgó
- Bryan Robson labdarúgó

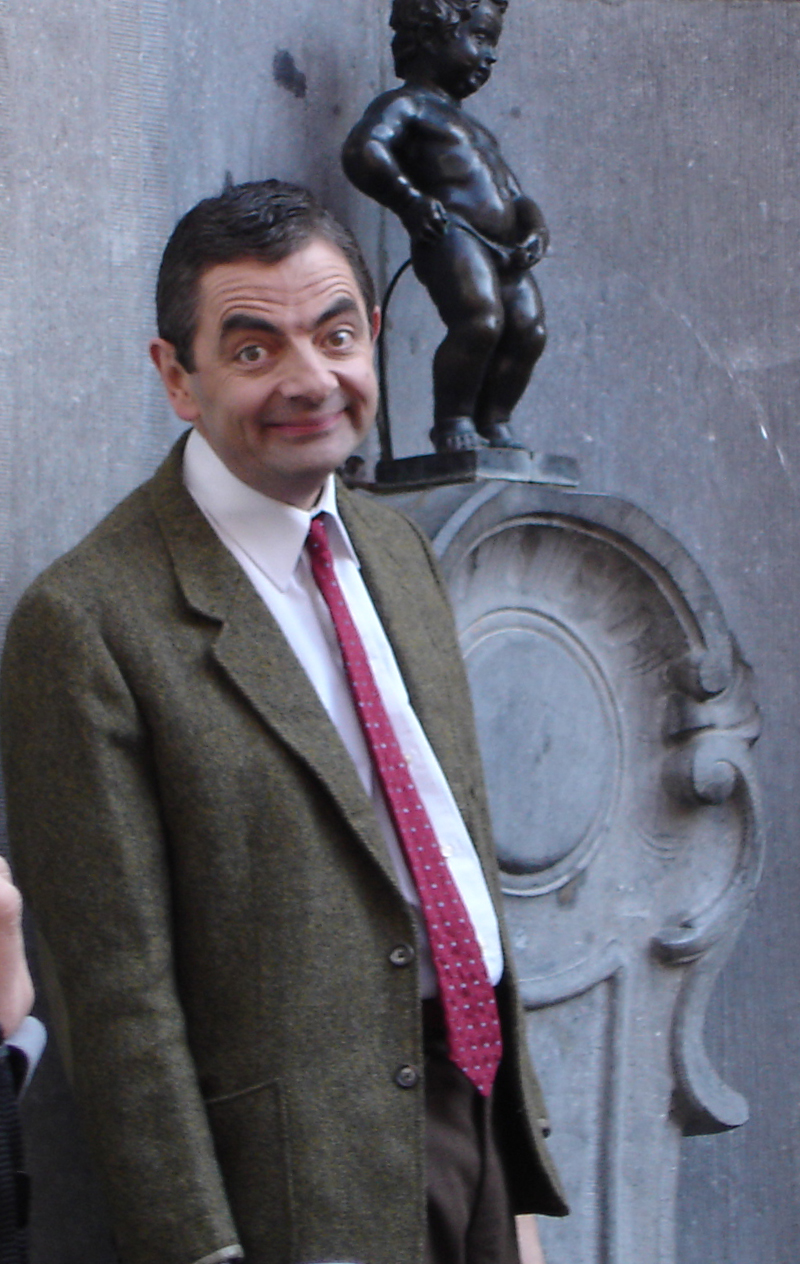
Rowan Atkinson

- William Russell színész (1924–2024)

## Látnivalók

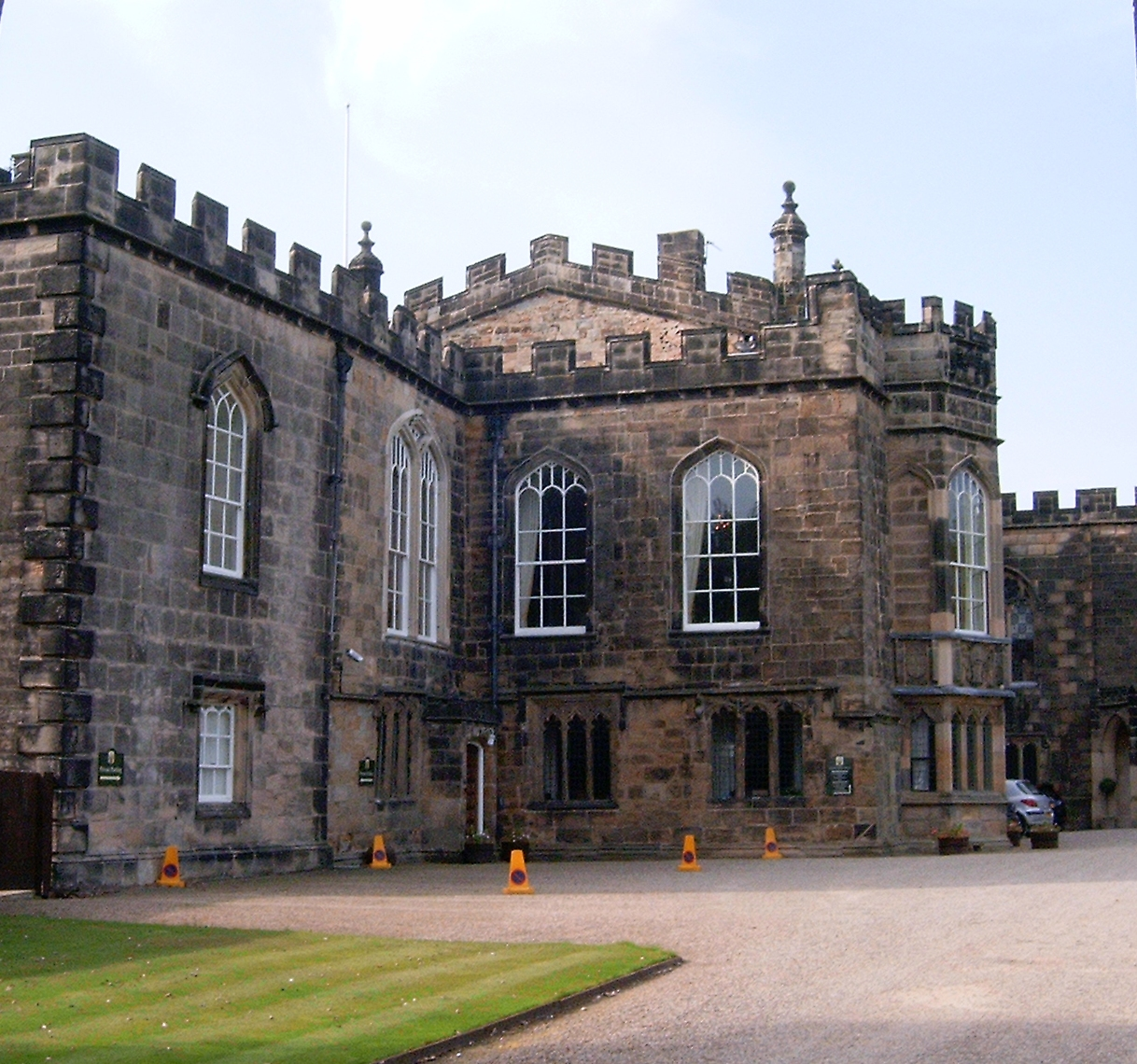
Bishop Auckland püspöki palotája
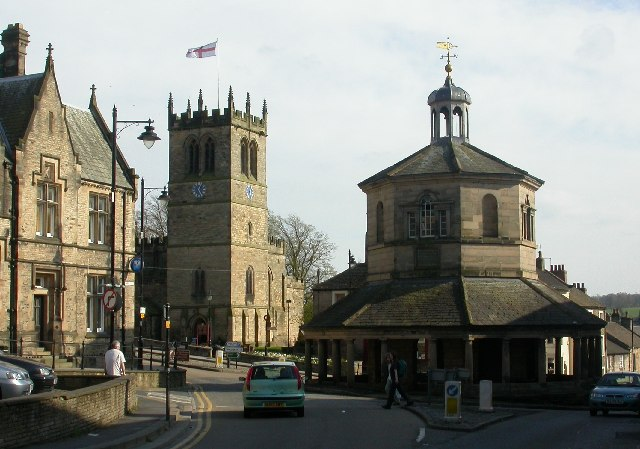
Barnard Castle falu
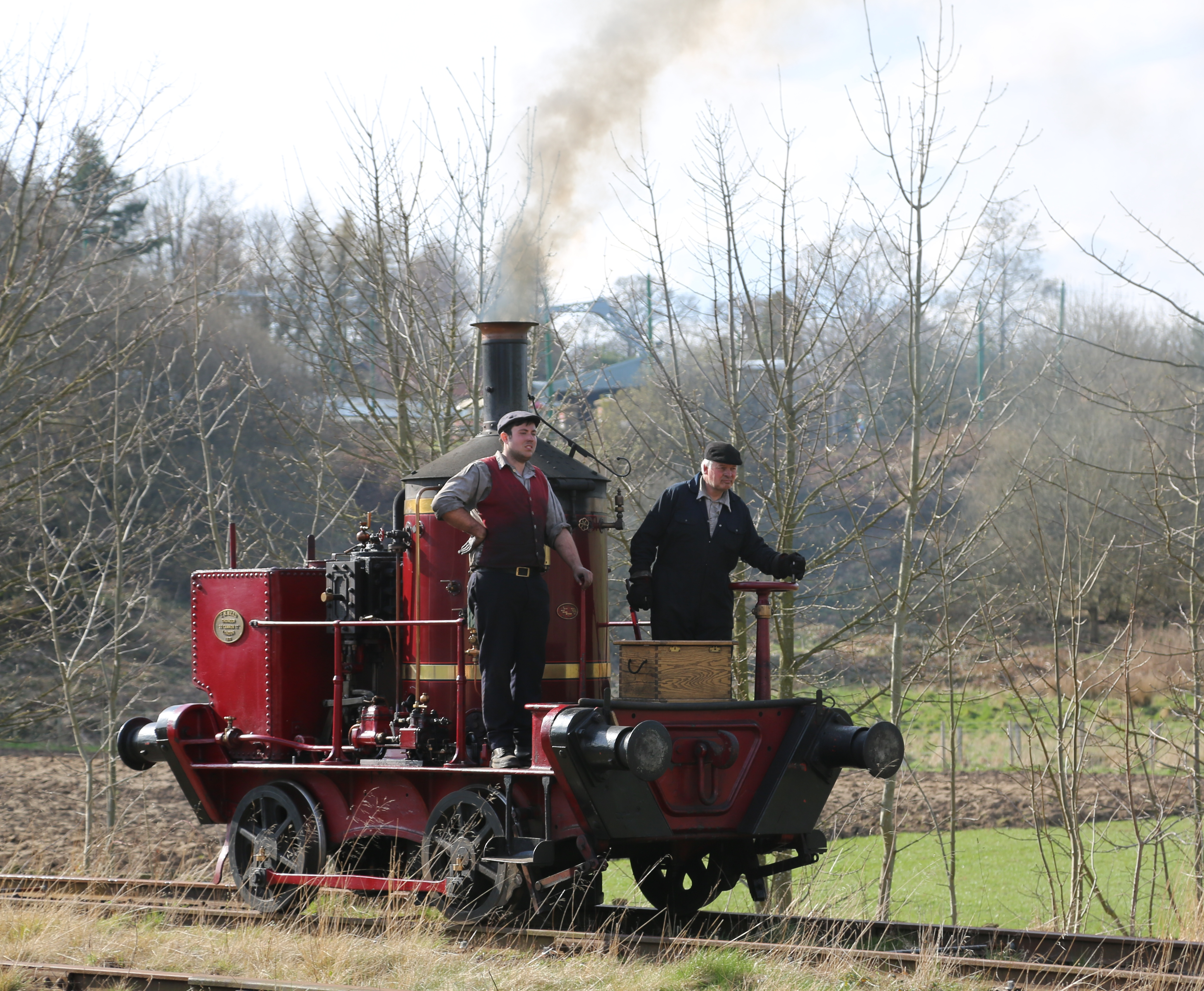
Beamish Museum
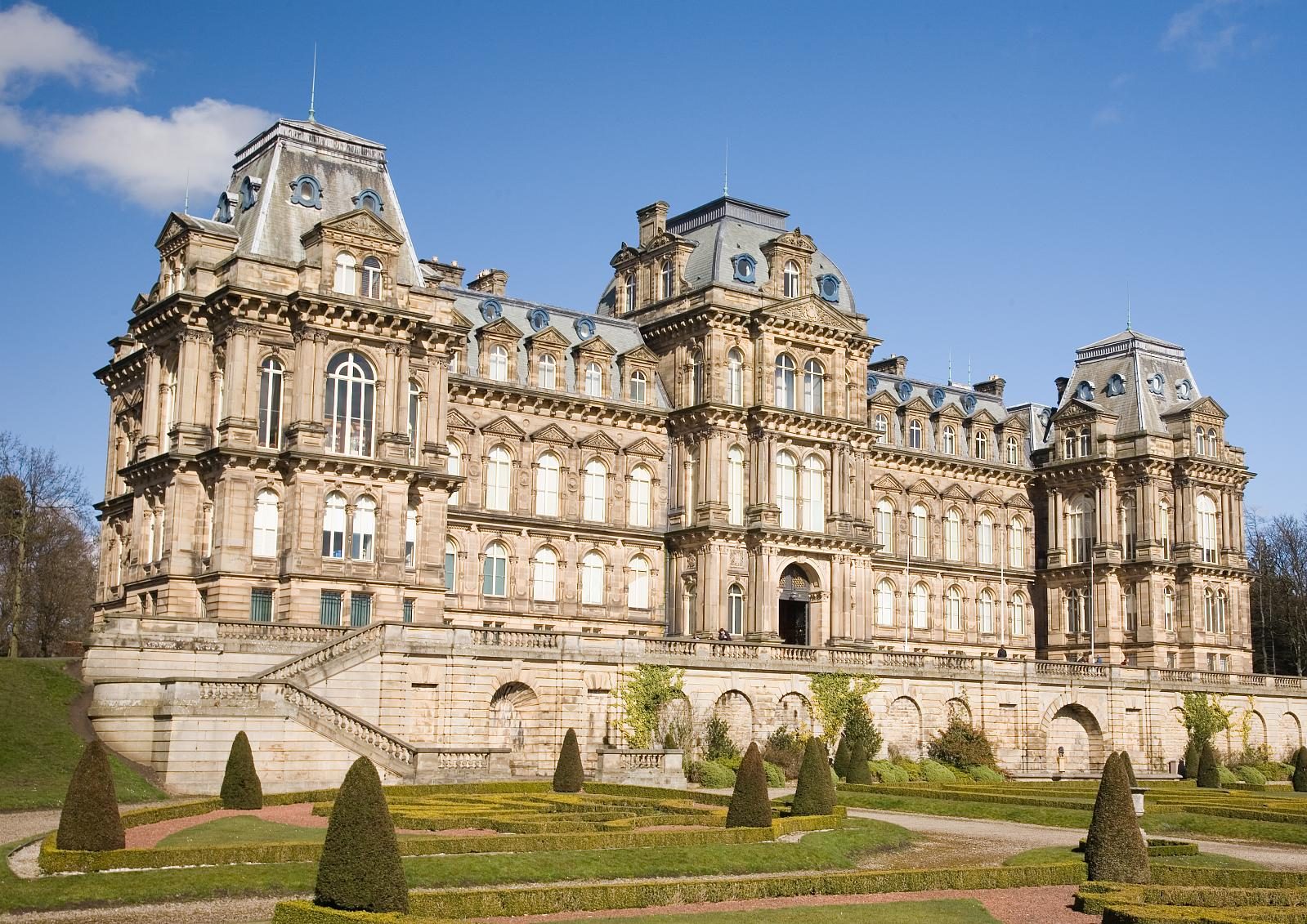
Bowes Museum
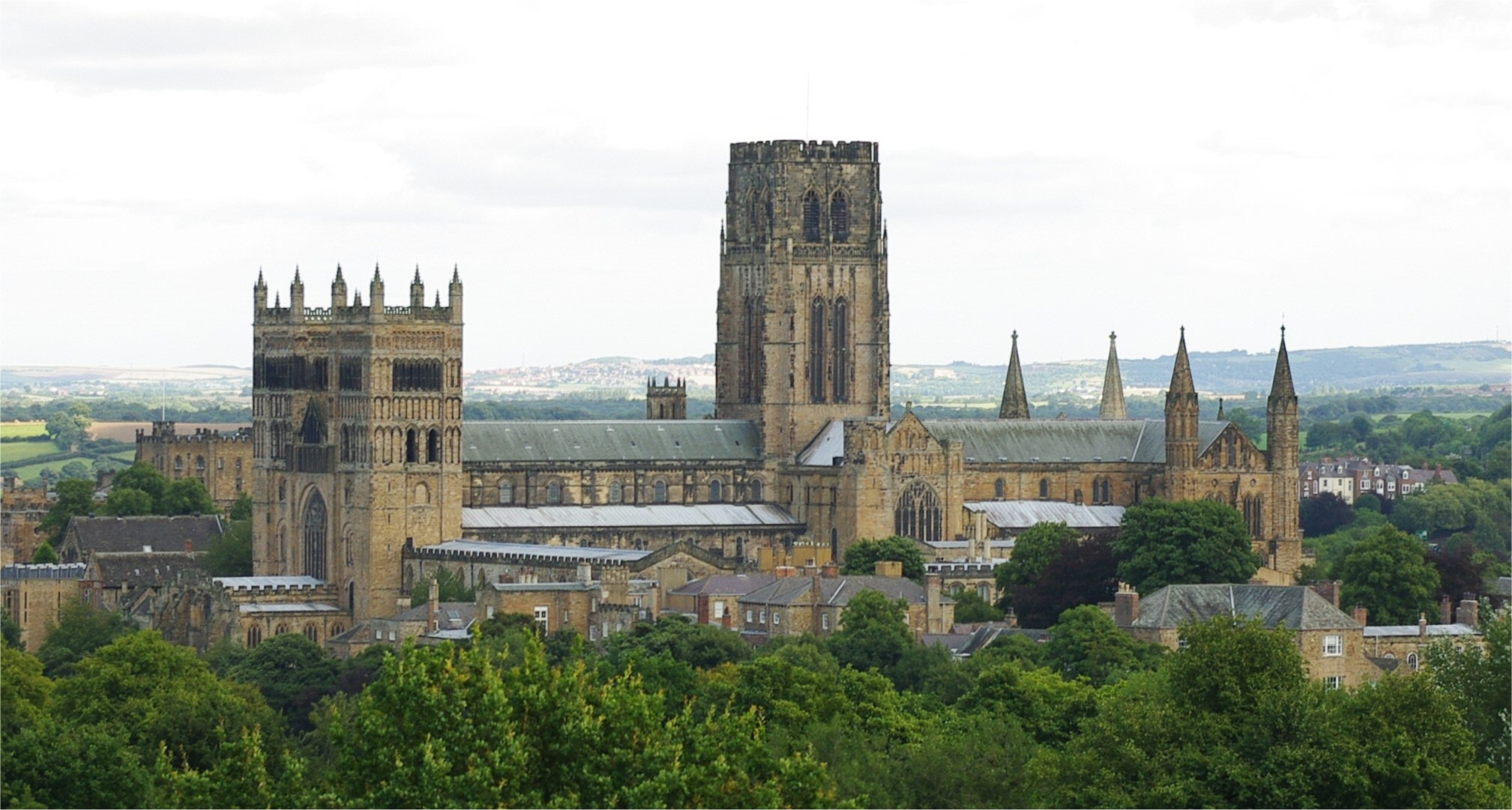
Durham katedrálisa
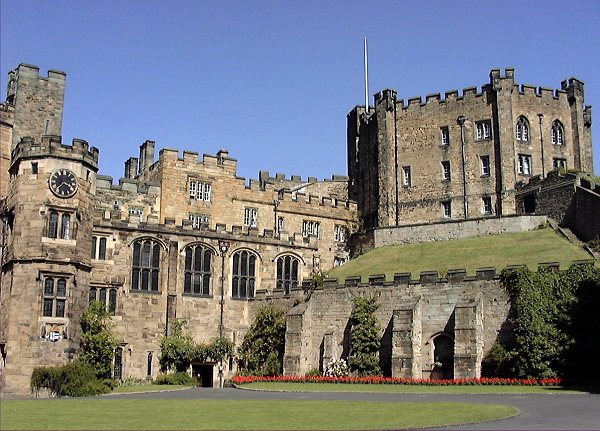
Durhami vár
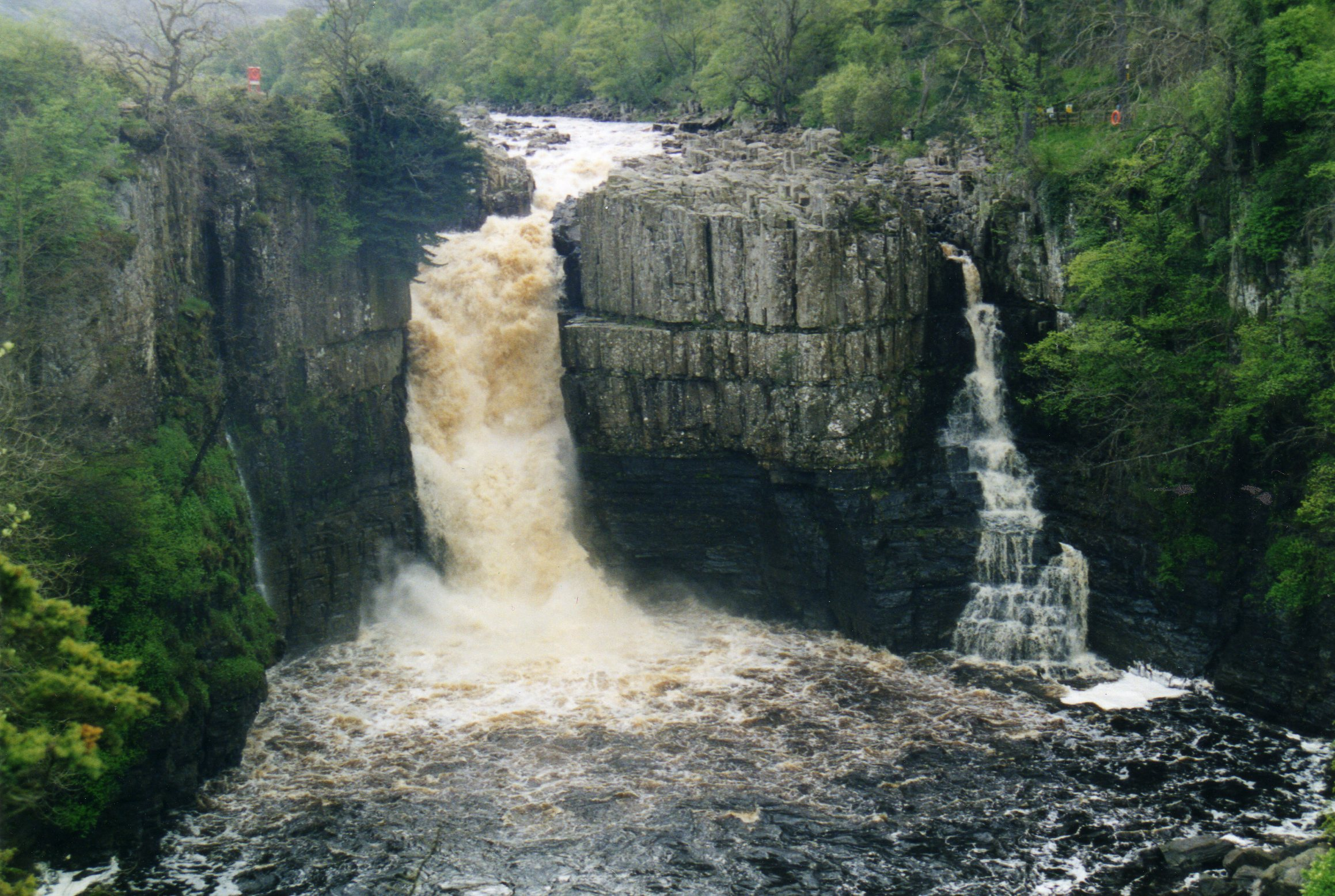
High Force vízesés
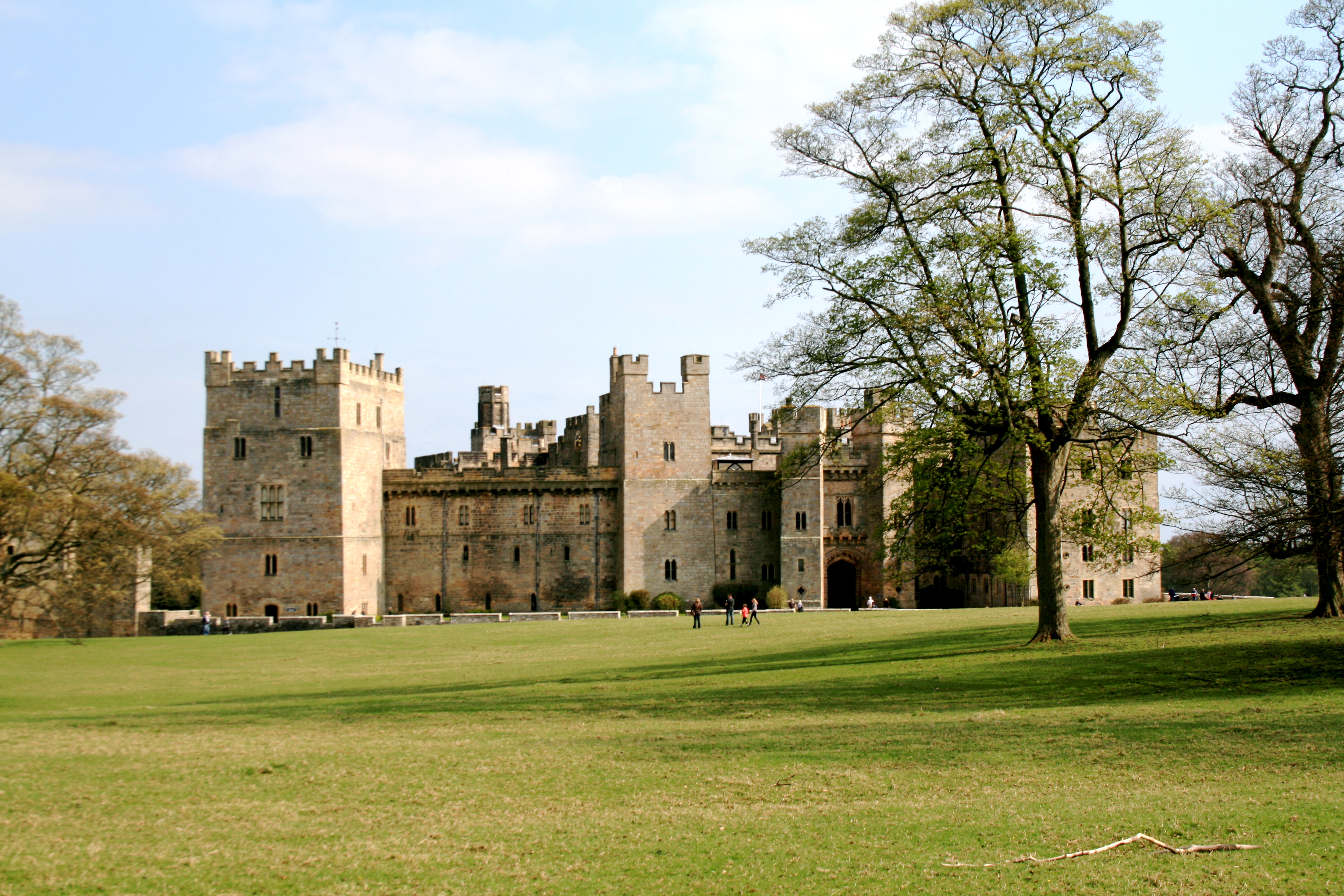
Raby Castle

## Fordítás
- Ez a szócikk részben vagy egészben  a   County Durham című angol Wikipédia-szócikk ezen változatának fordításán alapul.  Az eredeti cikk szerkesztőit annak laptörténete sorolja fel. Ez a jelzés csupán a megfogalmazás eredetét és a szerzői jogokat jelzi, nem szolgál a cikkben szereplő információk forrásmegjelöléseként.